# Iñaki Aguilar Vicente
Iñaki Aguilar Vicente   (Barcelona, 9 de setembre de 1983) és un jugador de waterpolo català que ocupa la posició de porter.
El 1998 va debutar a la màxima categoria amb el Club Natació Barcelona. El 2011 va marxar al Club Natació Sabadell i el 2013 va fitxar pel Club Natació Terrassa. El 2020 va deixar el club terrassenc i va tornar al CNB on havia debutat. En el seu palmarès destaquen tres lligues espanyoles (2002, 2004, 2005), cinc Copes del Rei (1999, 2002, 2003, 2011, 2012) i una Copa LEN (2004).
Fou membre de la selecció espanyola entre 1999 i 2018. Ha jugat en els Jocs Olímpics de Pequín (2008), de Londres (2012) i de Rio de Janeiro (2016), obtenint diploma olímpic en les tres participacions. També ha guanyat una medalla de plata (2009) i una de bronze (2007) als Campionats del Món, una medalla de bronze (2006) al Campionat d'Europa, i una medalla d'or (2005) i dos plates (2009, 2013) als Jocs Mediterranis.